# José María Iglesias Inzurruaga
José María Iglesias Inzurruaga va néixer a la ciutat de Mèxic el 5 de gener de 1823. Va ser President de Mèxic de 1876 a 1877, i va morir a la seva ciutat d'origen el 17 de desembre de 1891.
José Maria va realitzar els seus estudis al Col·legi Gregorià de la Ciutat de Mèxic. Va ser regidor de l'ajuntament de la mateixa ciutat i es va oposar al tractat de Guadalupe-Hidalgo el 1848. Al triomf del pla d'Ayutla va ocupar diversos càrrecs polítics en la Secretaria d'Hisenda, com a Ministre de Justícia, Negocis Eclesiàstics i Instrucció Pública el 1857. Va ser magistrat de la Suprema Cort de Justícia i durant la Guerra de Reforma va defensar la causa liberal en la premsa. També va ser administrador general de rendes el 1860 i va ser oficial major de la Secretaria d'Hisenda el 1861. A més a més, va formar part del gabinet de Benito Juárez durant la Intervenció francesa. Va ser ministre de Governació (Interior) el 1868 i va ser el president de la Suprema Cort de Justícia al moment en què Sebastián Lerdo de Tejada va intentar reelegir-se en 1876. José María va desconèixer els seus comicis argumentant respecte a la legalitat. Va organitzar el seu govern a Guanajuato, però davant l'avançament de les forces que recolzaven el Pla de Tuxtepec, és a dir, als seguidors de Porfirio Díaz, va haver de fugir a l'exili.